# Jamón de Teruel

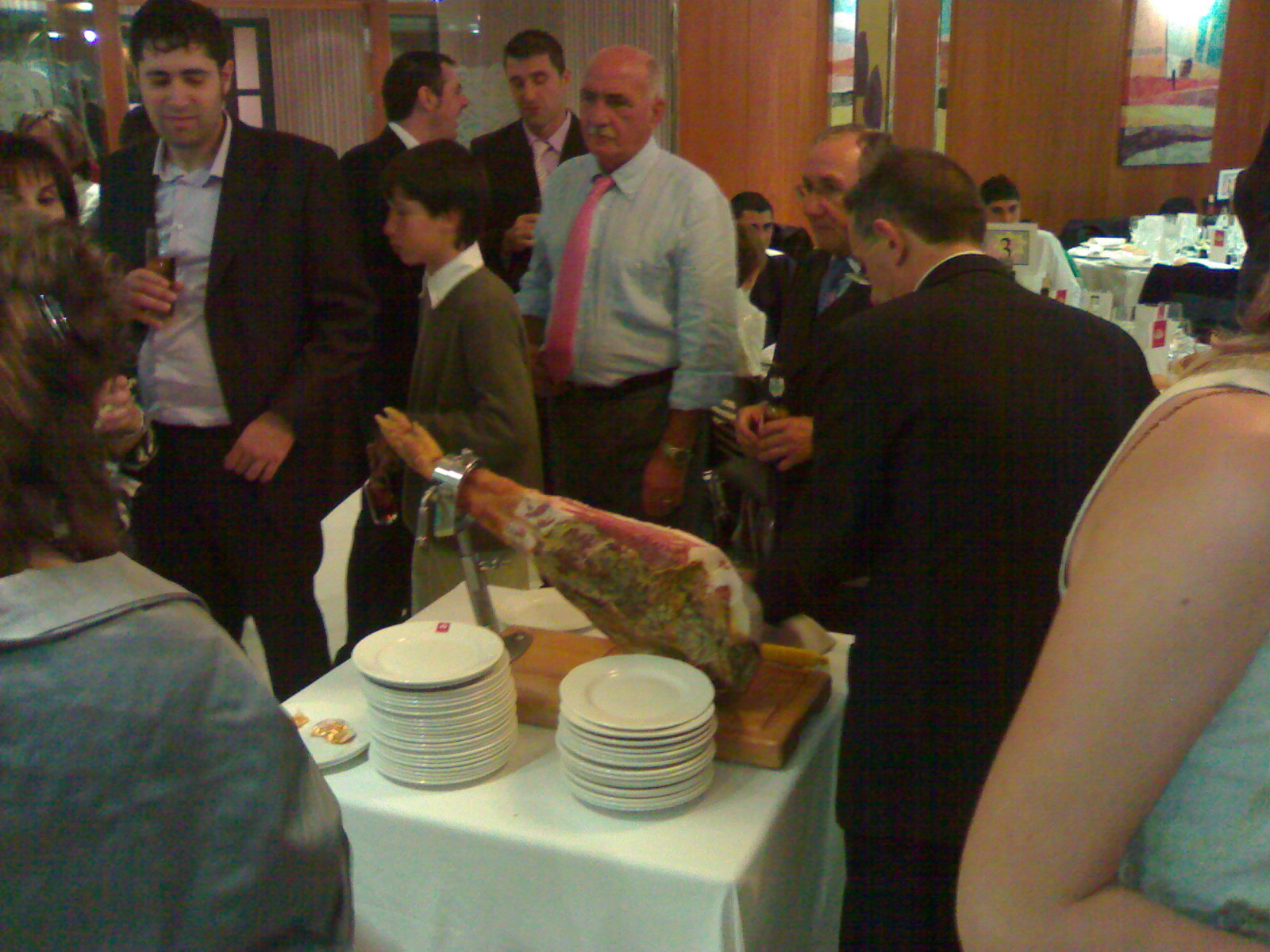
Muestra de una pata de jamón.

Jamón de Teruel es una denominación de origen protegida (DOP) del jamón hecho en la provincia de Teruel. Fue el primer jamón con denominación de origen de España. El consejo regulador de la denominación de origen, nace por impulso del departamento de agricultura y medio ambiente de la Diputación General de Aragón el 26 de octubre de 1984. En marzo de 1997, la Unión Europea incluyó el jamón de Teruel en la lista de productos europeos de especial calidad.
En el año 2014, se incorporó la paleta a esta denominación, pasándose a llamar: DOP "Jamón de Teruel" / "Paleta de Teruel"

## Razas admitidas
Las razas de cerdos admitidas por la DOP son cruce entre las razas Landrace (tipo estándar) y Large white, en lo que respecta a la línea madre; y Duroc para la línea padre. Dichas razas permiten obtener perniles de calidad dietética con bajos niveles de colesterol (niveles altos en grasas insaturadas y bajos en grasas saturadas). 

## Área de producción
La zona de producción de este jamón propio de la gastronomía de la provincia de Teruel está formada por los términos municipales de la provincia cuya altitud media no sea inferior a 800 metros.

## Denominación de origen protegida
La denominación de origen protegida designa el nombre de un producto cuya producción, transformación y elaboración deben realizarse en una zona geográfica determinada, con unos conocimientos específicos reconocidos y comprobados.

## Panel de Cata
La denominación de origen protegida Jamón de Teruel cuenta con un Panel de Cata que anualmente evalúa a todos los secaderos que ostentan su certificación. 
Esta cata se realiza a ciegas por expertos en las características organolépticas del jamón. Entre los aspectos valorados se encuentran el aroma, el sabor, el salado, la suavidad, la infiltración, la textura y el aspecto.
En 2021, la referencia Jamones Perfecto, de la empresa Jamones Castelfrío, en Cedrillas, se alzó con la máxima puntuación histórica obtenida por un Jamón de Teruel DOP.